# Jackpot (film, 2008)
Pour les articles homonymes, voir Jackpot.
Pour plus de détails, voir Fiche technique et Distribution.
Jackpot ou Ce qui se passe à Vegas au Québec (What Happens in Vegas...) est un film américain réalisé par Tom Vaughan et sorti en 2008. La chanson Grace Kelly de Mika a servi pour le générique du film.

## Synopsis
Joy vient de se faire larguer par son petit ami, Jack vient d'être renvoyé de son travail. Convaincus par leurs amis respectifs, ils finissent par aller à Las Vegas où ils font connaissance. Après une soirée de folie, ils se lèvent le lendemain en découvrant qu'ils se sont mariés. Au moment où ils décident d'annuler leur mariage, Jack remporte le grand jackpot (3 millions de dollars) après avoir joué le jeton de Joy. Ils revendiquent chacun les gains.
Un juge, agacé par le fait qu'il ait affaire à ce genre de mariage sans suite, refuse d'annuler leur mariage. Il les condamne à vivre six mois ensemble, sous peine de ne pas revoir les 3 millions de dollars. Chacun essayera donc de pourrir la vie de l'autre dans l'espoir que l'autre se résigne à annuler le mariage et à abandonner les trois millions de dollars, jusqu'au moment où ils commencent à tomber amoureux l'un de l'autre.

## Fiche technique
- Titre original : What Happens in Vegas...
- Titre français : Jackpot
- Titre québécois : Ce qui se passe à Vegas
- Réalisation : Tom Vaughan
- Scénario : Dana Fox
- Musique : Christophe Beck
- Décors : Stuart Wurtzel
- Costumes : Renee Ehrlich Kalfus
- Photographie : Matthew F. Leonetti
- Montage : Matt Friedman
- Producteur : Michael Aguilar, Dean Georgaris et Shawn Levy
- Distribution : 20th Century Fox
- Format : couleur - 35 mm
- Langue : anglais
- Genre : Comédie romantique
- Dates de sortie : 
  - États-Unis : 1er mai 2008
  - France : 7 mai 2008

## Distribution
- Cameron Diaz (VF : Barbara Tissier et VQ : Camille Cyr-Desmarais) : Joy McNally Fuller
- Ashton Kutcher (VF : Adrien Antoine et VQ : Nicolas Charbonneaux-Collombet) : Jack Fuller Jr.
- Rob Corddry (VF : Éric Herson-Macarel et VQ : Frédéric Desager) : Jeffery Lewis
- Lake Bell (VF : Jeanne Savary et VQ : Annie Girard) : Tipper
- Zach Galifianakis (VQ : Benoit Éthier) : Dave
- Michelle Krusiec (VQ : Émilie Bibeau) : Mayla Song
- Dennis Miller (VF : Michel Voletti et VQ : Luis de Cespedes) : Juge Whopper
- Queen Latifah (VQ : Sophie Faucher) : Dr Twitchell
- Treat Williams (VF : Frédéric van den Driessche et VQ : Hubert Gagnon) : Jack Fuller Sr.
- Dennis Farina (VQ : Claude Préfontaine) : Banger
- Jason Sudeikis (VF : Nicolas Lormeau et VQ : François Godin) : Mason
- Deirdre O'Connell (VF : Sylvie Genty) : Mme Fuller, la mère de Jack

Source : Voxofilm - VF / Doublage.Qc.Ca - VQ